# Sirene tulijo
Sirene tulijo je šesti studijski album mariborske novovalovske skupine Lačni Franz, izdan pri založbi Helidon leta 1987. Leta 2001 je izšel ponatis na CD-ju.
Prva pesem je priredba skladbe "Zdravljica", na kateri so kot gostje peli tudi igralec Boris Cavazza ter pevci Drago Mislej - Mef,
Peter Lovšin, Jani Kovačič in Vlado Kreslin. V javnosti je pesem naletela na mešane odzive, najprej zaradi spodbujanja osamosvojitvenih teženj Slovenije, kasneje (po osamosvojitvi) pa zato, ker je Zdravljica postala slovenska himna.

## Seznam pesmi
Vso glasbo in vsa besedila je napisal Zoran Predin, razen kjer je to navedeno.
| Stran A | Stran A                       | Stran A         | Stran A           | Stran A |
| Št.     | Naslov                        | Besedilo        | Glasba            | Dolžina |
| ------- | ----------------------------- | --------------- | ----------------- | ------- |
| 1.      | „Zdravljica‟                  | France Prešeren | Stanko Premrl     | 3:33    |
| 2.      | „Vesela jajca pa debeli hren‟ |                 |                   | 3:48    |
| 3.      | „Mravljinčarji in čeladarji‟  |                 | Zoran Stjepanovič | 3:30    |
| 4.      | „Sirene tulijo‟               |                 | Milan Prislan     | 4:36    |

| Stran B | Stran B                  | Stran B     | Stran B |
| Št.     | Naslov                   | Glasba      | Dolžina |
| ------- | ------------------------ | ----------- | ------- |
| 5.      | „Čakaj me‟               |             | 5:06    |
| 6.      | „Jaz bom do smrti živel‟ | Stjepanovič | 4:17    |
| 7.      | „Pridi, greva domov‟     | Prislan     | 3:39    |
| 8.      | „Slavoloki zmage‟        |             | 3:03    |

## Zasedba
| Lačni Franz - Zoran Predin — vokal - Mirko Kosi — klaviature - Milan Prislan — električna kitara - Andrej Pintarič — bobni - Zoran Stjepanovič — bas kitara Ostali glasbeniki - Suzana Jeklic — vokal (3,7) - Lado Jakša — saksofon (6,8) - Dadi Kašnar — tolkala (2, 3, 4, 5, 6, 7) - Nino Mureškič — kongi (4,5) - Vlado Kreslin — vokal (1, 4) - Jaka Hawlina — trobenta (2) | Dodatni vokali pri "Zdravljici" - Boris Cavazza - Razumeš - Drago Mislej - Mef Deseti - Peter Lovšin - Gnus - Jani Kovačič - Turbo - Vlado Kreslin - Nemejebat Ostali - Janez Križaj — produkcija, snemanje - Vojko Pogačar — oblikovanje ovitka |